# Dinosaurs Attack!
Dinosaurs Attack! es una serie de cartas coleccionables o cromos de Topps lanzada en 1988 que contiene 55 cromos básicos y 11 cromos adhesivos. Los cromos cuentan la historia de los dinosaurios transportados a través del tiempo hasta la actualidad a través de un extraño accidente y causando estragos en la Tierra. La serie destaca por su violencia gráfica y gore, con la intención de evocar recuerdos de la exitosa serie de cromos Mars Attacks de 1962. 

## Generalidades
Los cromos de Dinosaurs Attack! se crearon como continuación de la exitosa serie de cromos Mars Attacks. Al igual que Mars Attacks, Dinosaurs Attack! pretendía ser un homenaje y una parodia de las películas de serie B de los años cincuenta. Mientras que Mars Attacks era una parodia de las películas de invasiones alienígenas, Dinosaurs Attack! se inspiró en películas de monstruos en libertad como El Monstruo de Tiempos Remotos y Godzilla.
Los veteranos desarrolladores de productos Topps Art Spiegelman, Len Brown (que había diseñado y escrito Mars Attacks) y Gary Gerani desarrollaron la idea de la serie. Fue una sugerencia original de Gerani, que recibe un único crédito de creado por en los cómics y novelas gráficas posteriores con licencia Topps basados en la propiedad. Gerani dibujó los guiones gráficos de los 55 cromos, escribió los textos de los dorsos y dirigió el arte de todas los cromos. Herb Trimpe adaptó los storyboards de Gerani a los lápices, con la ayuda de John Nemec y George Evans. Después, Earl Norem y XNO se encargaron de las pinturas finales. Paul Mavrides y Harry S. Robins, de la Iglesia de los subgenios, realizaron las ilustraciones de los 11 cromos.
El argumento de la serie de cromos es mínimo. Cuentan la historia de un experimento científico de viaje en el tiempo que sale terriblemente mal, transportando a varios dinosaurios, pterosaurios, reptiles marinos y otros animales prehistóricos de muchas clases desde sus diversos periodos prehistóricos a los tiempos modernos, donde causan estragos en la humanidad. La mayoría de los cromos muestran una escena diferente de los dinosaurios causando el caos y la muerte en todo el mundo. Algunas de los cromos muestran a los científicos trabajando frenéticamente para invertir el efecto del viaje en el tiempo. Al final, la Monstruosidad Suprema, la deidad patrona de los dinosaurios (apodada Satán Dinosaurio por algunos aficionados debido a su parecido con la representación de Satán en la cultura popular) interviene, intentando detener a los científicos. El científico principal, Elias Thorne, se sacrifica ante la Monstruosidad Suprema para que su esposa, Helen, tenga éxito y envíe a los dinosaurios de vuelta a su propio tiempo, destrozando a los animales en el proceso. Las ilustraciones pretenden ser impactantes y gráficamente sangrientas, con una tarjeta que muestra a escolares devorados por un Allosaurus, un Stegosaurus devorando a un agente de policía mientras su cola con pinchos le saca un ojo a otro y un Pteranodon desgarrando al Presidente de los Estados Unidos. Los cromos también contienen grandes inexactitudes en su descripción de los dinosaurios; por ejemplo, en una carta, los trilobites aparecen como "gusanos carnívoros" que atacan a los humanos. En realidad, los trilobites consumían barro para alimentarse. Además, se representa a un Dimetrodon como un enano de la catedral de San Basilio, a varios herbívoros como carnívoros y a otros dinosaurios casi como kaiju. De hecho, se pueden ver referencias a las películas Gorgo y Reptilicus, y dos dinosaurios de ciencia ficción, el Rhedosaurus y el Paleosaurus, se encuentran entre las criaturas representadas. El Trachodon es la excepción: se le describe correctamente como un herbívoro y nunca se le ve causando directamente ninguna muerte (sin embargo, causa indirectamente la muerte al asustar tanto a un hombre en un viaje de caza que dispara a otro por accidente). Además, es el único de los 11 cromos que no mata a un ser humano (intenta comerse una farola).
A pesar de las esperanzas de la empresa, Dinosaurs Attack! no alcanzó el éxito comercial. Tim Burton planeaba hacer una versión cinematográfica, pero la descartó cuando se estrenó Parque Jurásico. En su lugar, realizó la película Mars Attacks!
En 2016, Topps y Kickstarter lanzaron Mars Attacks: Occupation, una serie de cromos totalmente nueva que contenía seis subconjuntos diferentes. Uno de ellos era un subconjunto de nueve cromos titulado Dinosaurs Attack! vs. Mars Attacks. Esta fue la primera vez que se combinaron los argumentos de las dos famosas series de cromos coleccionables.
En 2019, los cromos fueron discutidos en dos episodios del popular podcast Hello Internet por los anfitriones CGP Grey y el Dr. Brady Haran.
En 2021, Topps y Kickstarter lanzaron Mars Attacks: Uprising, otra serie de cromos completamente nueva que contenía cuatro subconjuntos diferentes. Uno de ellos era otro subconjunto de 9 cromos (esta vez incluyendo una décima carta etiquetada como X) titulado Mars & Dinosaurs Attack.

## Personajes
A lo largo de los cromos había un pequeño número de personajes recurrentes, que solían aparecer como un nombre o una imagen en algunos de los cromos.
- Elias Thorne: Uno de los científicos principales del proyecto TimeScanner, él y su esposa Helen fueron (presumiblemente) los últimos humanos en la estación espacial Prometeo. Mientras intentaban revertir la capacidad del TimeScanner de materializar dinosaurios en la Tierra, fueron atacados por un gran dinosaurio demoníaco. Thorne se sacrificó a la bestia, dando tiempo a su esposa para iniciar la reversión del TimeScanner, succionando a los dinosaurios de vuelta a su lugar de origen y haciéndolos pedazos a su paso.
- Helen Thorne: Esposa de Elias Thorne, le ayudó a construir un mecanismo para invertir los efectos del TimeScanner. Sin embargo, un gran dinosaurio demoníaco atacó y mató a Elías. Helen fue capaz de accionar el interruptor del mecanismo, desencadenando la inversión del TimeScanner, succionando a los dinosaurios de vuelta al pasado y matándolos. Helen narra el reverso de la última carta de la historia, contando que ella y Elias sólo querían saber qué mató a los dinosaurios. Llega a la conclusión de que los dinosaurios murieron por nuestra culpa.
- El presentador: Este presentador sin nombre aparece en el reverso de varios cromos, entrevistando a supervivientes de ataques. Primero apareció entrevistando a un grupo de estrellas del rock que fueron atacadas por un grupo de dinosaurios que se comieron su pelo de colores. Más tarde entrevistó a un hombre que accidentalmente disparó a su amigo mientras pescaba, después de ser asustado por un Trachodon pastando. El presentador muere más tarde en otra tarjeta cuando un dinosaurio invade la redacción y se lo come, mientras su ayudante huye. En sus primeras apariciones, el presentador se mostró escéptico ante los acontecimientos.
- Mitchell Stevens: El teniente coronel del ejército de EE. UU. nunca aparece en ninguna de los cromos. Más bien, aparece en el reverso de todos los cromos que parecen un informe dirigido a los militares, siendo Stevens el remitente.
- General Frank Manchester: El general Frank Manchester fue puesto al mando de las operaciones del ejército estadounidense tras la muerte del anterior comandante, que es partido en dos por un par de dinosaurios (según el anverso de la carta en la que Manchester aparece por primera vez). Aunque Manchester sólo se menciona en el reverso de una carta, más tarde se le ve en otra aplastado por un terópodo, con sus entrañas esparcidas por el suelo a su alrededor. El informe de Mitchell Stevens en la otra cara de la carta confirma que se trata de él.
- El Saurio: Un dinosauroide evolucionado y benévolo que se le aparece a Elías en sueños. A pesar de aparecer sólo una vez, el saurio es un personaje importante en los cromos; explica que el dios de los dinosaurios es el que Elías vio a través del TimeScan tres semanas antes y que la deidad no descansará hasta que los dinosaurios hayan inundado el presente. El saurio explica además que los seres humanos poseen alma (la capacidad de juzgar lo que está bien y lo que está mal), mientras que los dinosaurios no. Esta es la causa del salvajismo feroz y descerebrado de los dinosaurios.
- La Monstruosidad Suprema: La deidad patrona de los dinosaurios y el principal antagonista. Es un dinosaurio con aspecto de demonio que Elias y Helen introdujeron en el TimeScan, tras lo cual decidió que los dinosaurios debían gobernar el presente y los enfrentó a la raza humana. Elias se sacrificó para que Helen pudiera invertir el escáner del tiempo y matarle a él y a los dinosaurios.

## Adaptaciones

### Cómic
En 1991, Eclipse Comics empezó a publicar una miniserie en tres partes basada en los cromos. Sin embargo, debido al escaso éxito tanto de los cómics como de los cromos, acabaron publicando sólo el primer número. El cómic también incluía cuatro cromos adicionales de Dinosaurs Attack! que nunca se habían visto antes y que no se han vuelto a imprimir desde entonces.
En julio de 2013, IDW Publishing reimprimió el único número del cómic Eclipse y terminó la historia como parte del 25 aniversario de la serie. Aunque la serie original solo iba a constar de tres números, IDW amplió el proyecto para convertirlo en una miniserie de cinco partes. En febrero de 2014, la miniserie completa se reimprimió como libro de bolsillo. La miniserie reunió al guionista Gary Gerani, al dibujante Herb Trimpe y al pintor Earl Norem de la serie original de cromos.

### Cine
Poco después de la publicación de los cromos, el creador Gary Gerani llevó una propuesta de guion cinematográfico para Dinosaurs Attack! a Joe Dante y Michael Finnell, que adquirieron la propiedad para su desarrollo. Dante y Finell rechazaron la propuesta inicial de Gerani y comenzaron a desarrollar la suya propia, con Charles S. Haas como guionista y Will Vinton como director. Tras el anuncio de Parque Jurásico, Dante y Finell perdieron la fe en el proyecto, creyendo que no serían capaces de satisfacer las expectativas del público. Dante y Finell consideraron brevemente una vía alternativa para el proyecto retocándolo como una parodia de la reciente superabundancia de Parque Jurásico y otras películas de dinosaurios, pero la película nunca llegó a realizarse.